# Galerie buddhistického umění ve vodárenské věži
Galerie buddhistického umění ve vodárenské věži, plným názvem Galerie buddhistického umění ve vodárenské věži Jana Kotěry, je galerie v Třeboni umístěná v někdejším vodárenském areálu města. Galerie je umístěna ve věži, která svým kruhovým půdorysem odpovídá charakteru duchovních staveb a jurt, pro které byly artefakty původně určené. Okolí bylo tematicky upraveno a naproti věži se rozkládá volně přístupný meditační park Zahrada soucitu se sochou ženského bódhisattvy uzdravení a soucitu Kuan-jin a památníkem obětí 2. světové války.

## Galerie
Galerie vznikla rekonstrukcí a úpravou interiéru vodárenské věže v Třeboni roku 2012. Slavnostně otevřena byla 19. května 2013 za přítomnosti představeného mongolských buddhistů Chamba-lámy Čojdžamce. Spravuje ji město Třeboň a prohlídky zajišťuje Turistické informační centrum města Třeboně.

## Expozice
Stálou expozici tvoří zhruba 140 artefaktů tradičního buddhisticko-lámaistického (vadžrájánového) obrazového umění Mongolska, Tibetu a Číny z 18. až poloviny 20. století, pocházejících ze soukromé sbírky třeboňského rodáka, geologa Milana Klečky. Jeho sbírka vznikla spoluprací s největším mongolským klášterem Gandančenling v Ulánbátaru. Obsahuje především náboženské obrazy a textilie. Většinu exponátů tvoří thangky, obrazy malované na šepsované (hlinkou pokryté) plátno minerálními nebo rostlinnými barvami a následně paspartované hedvábnými textiliemi. Jde o ojedinělou sbírku, tento typ náboženských textilií a obrazů dosud nebyl obsažen ve sbírkách žádného muzea ve střední Evropě. Od roku 2017 je 39 exponátů majetkem Náprstkova muzea asijských, afrických a amerických kultur, v roce 2019 získalo muzeum i zbývající.

## Fotoalerie

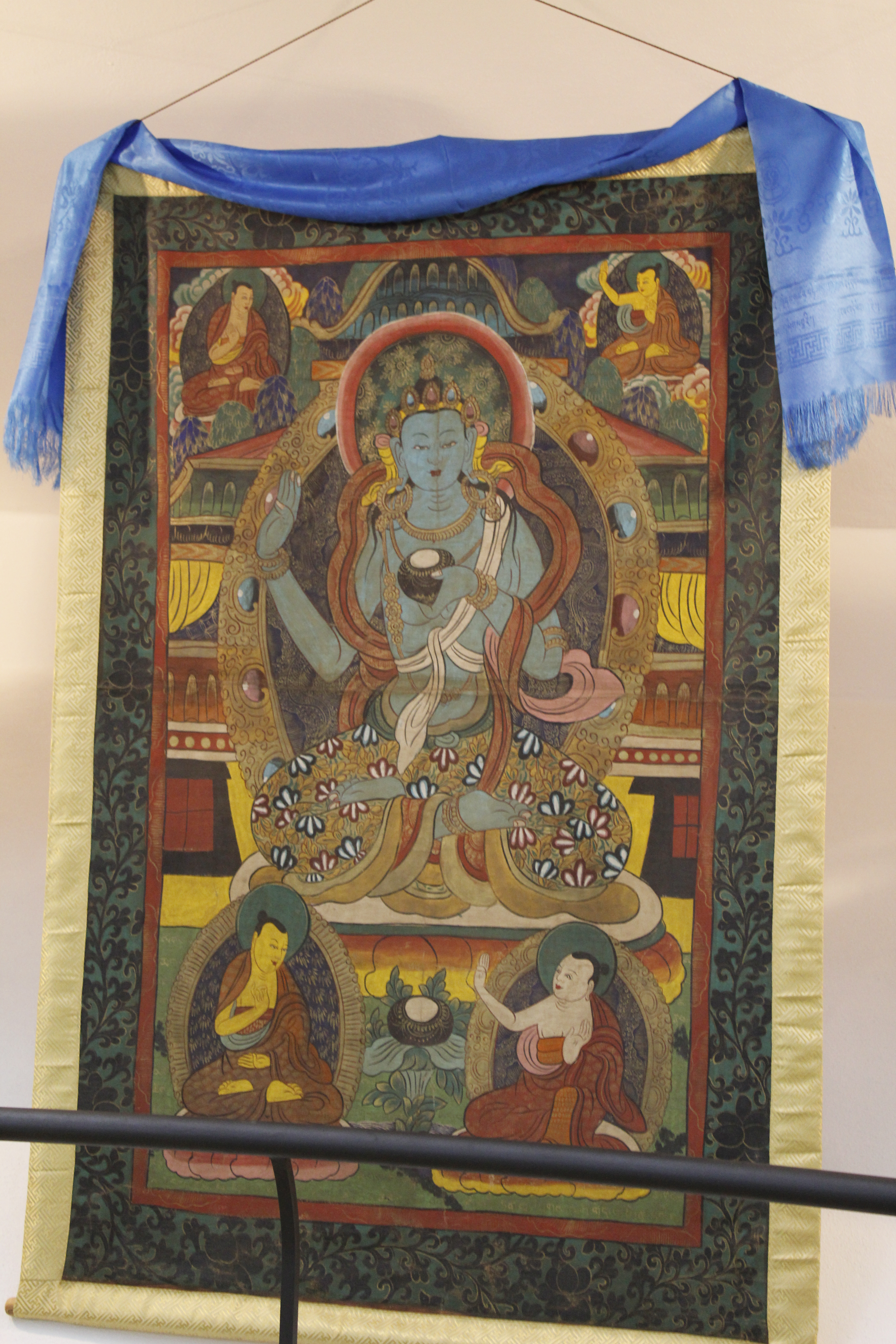
Thangka.
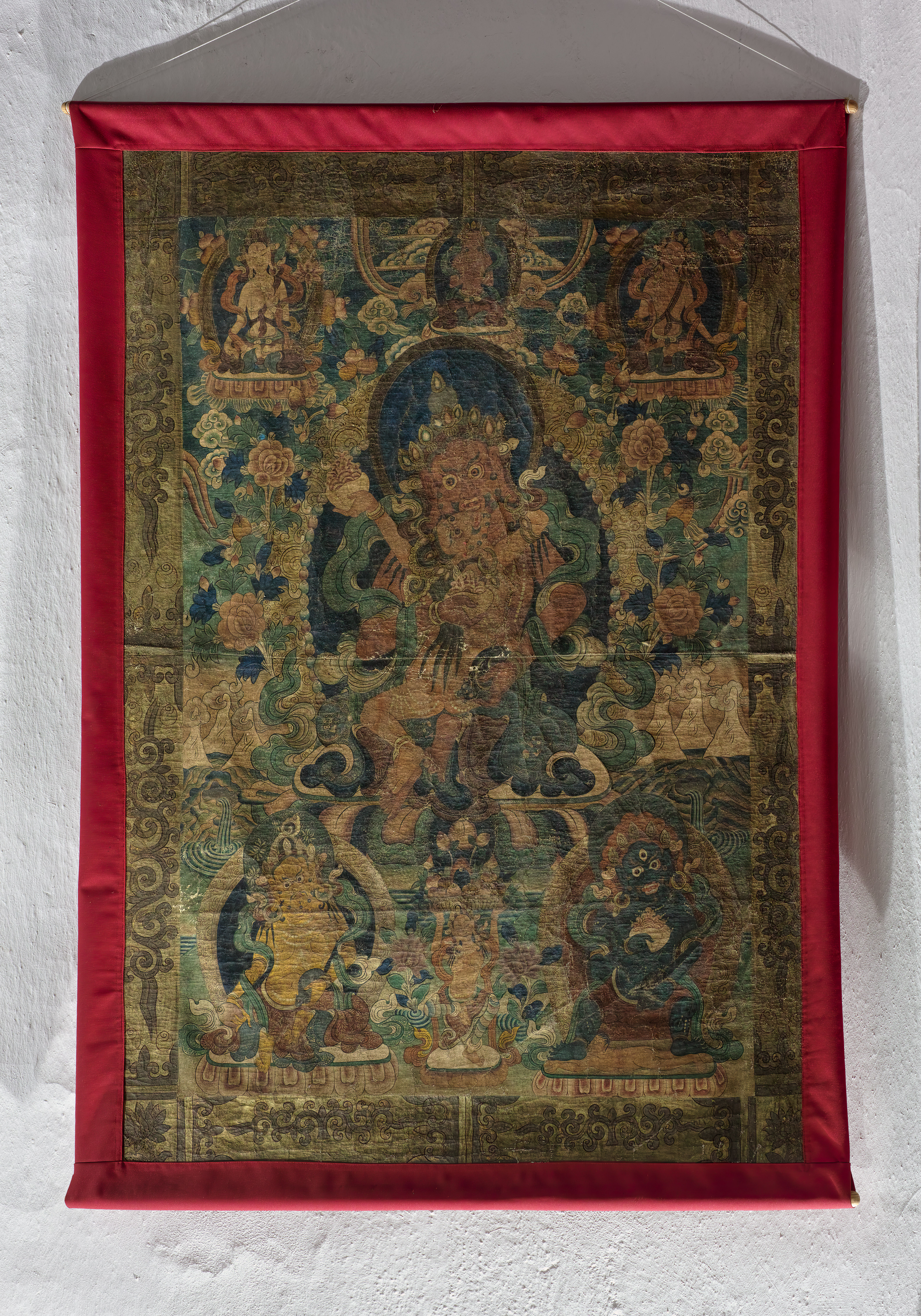
Historická thangka.
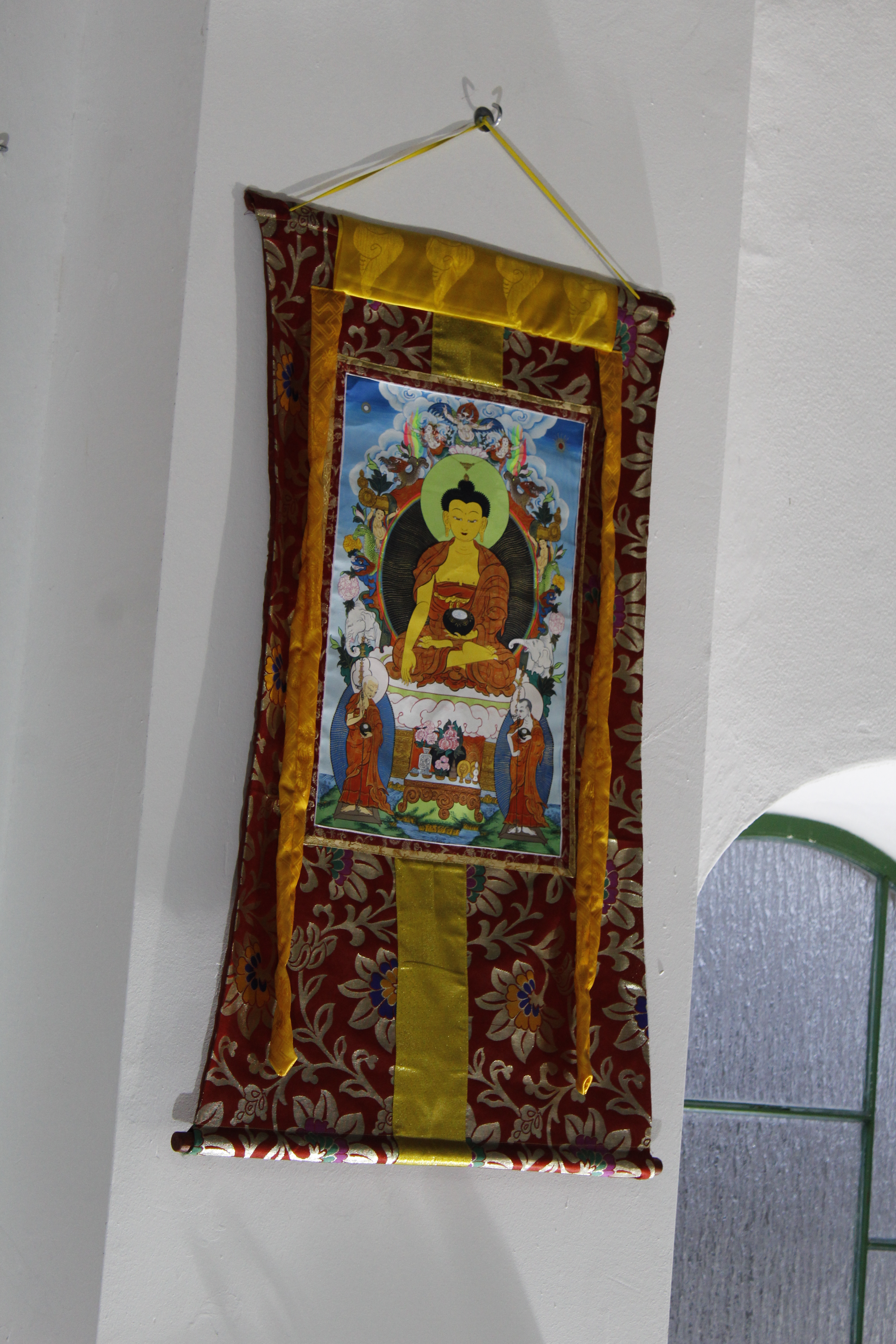
Moderní thangka.
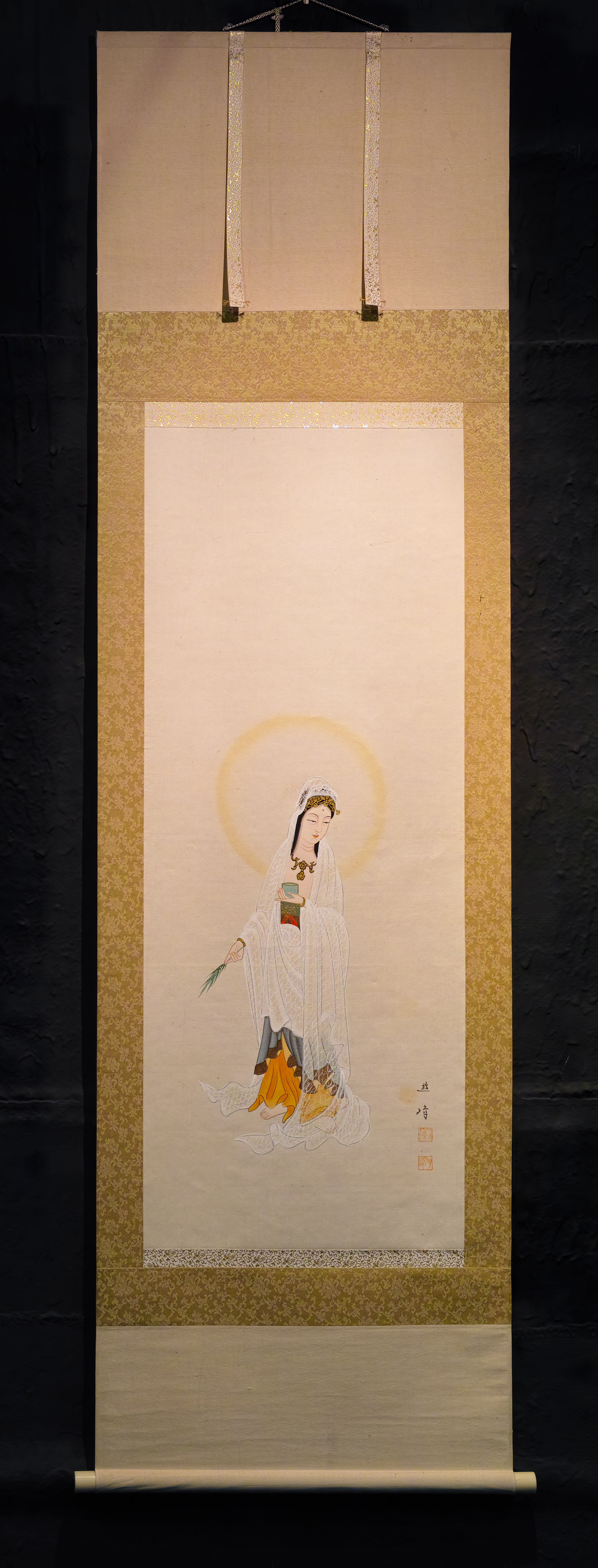
Kuan-jin.
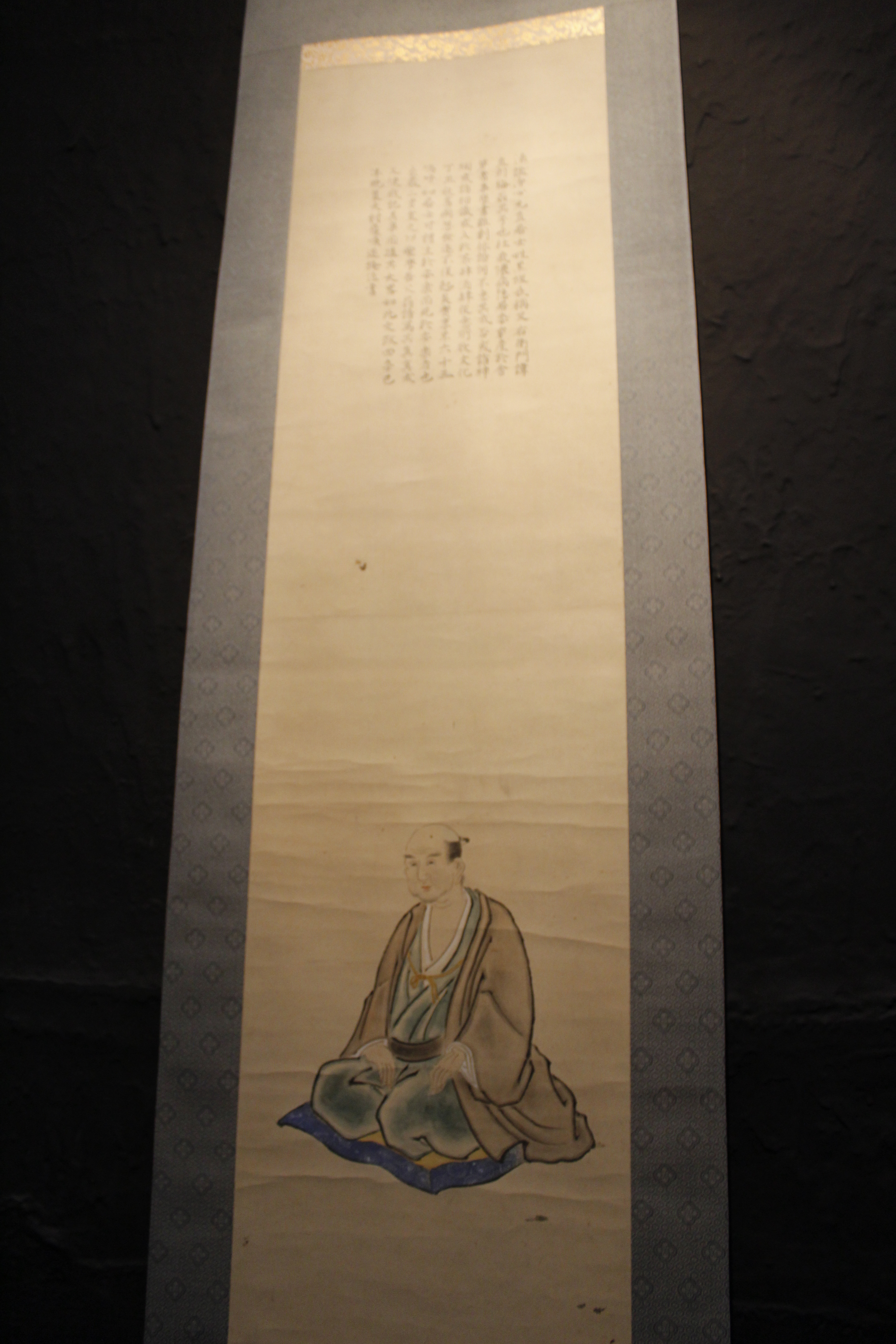
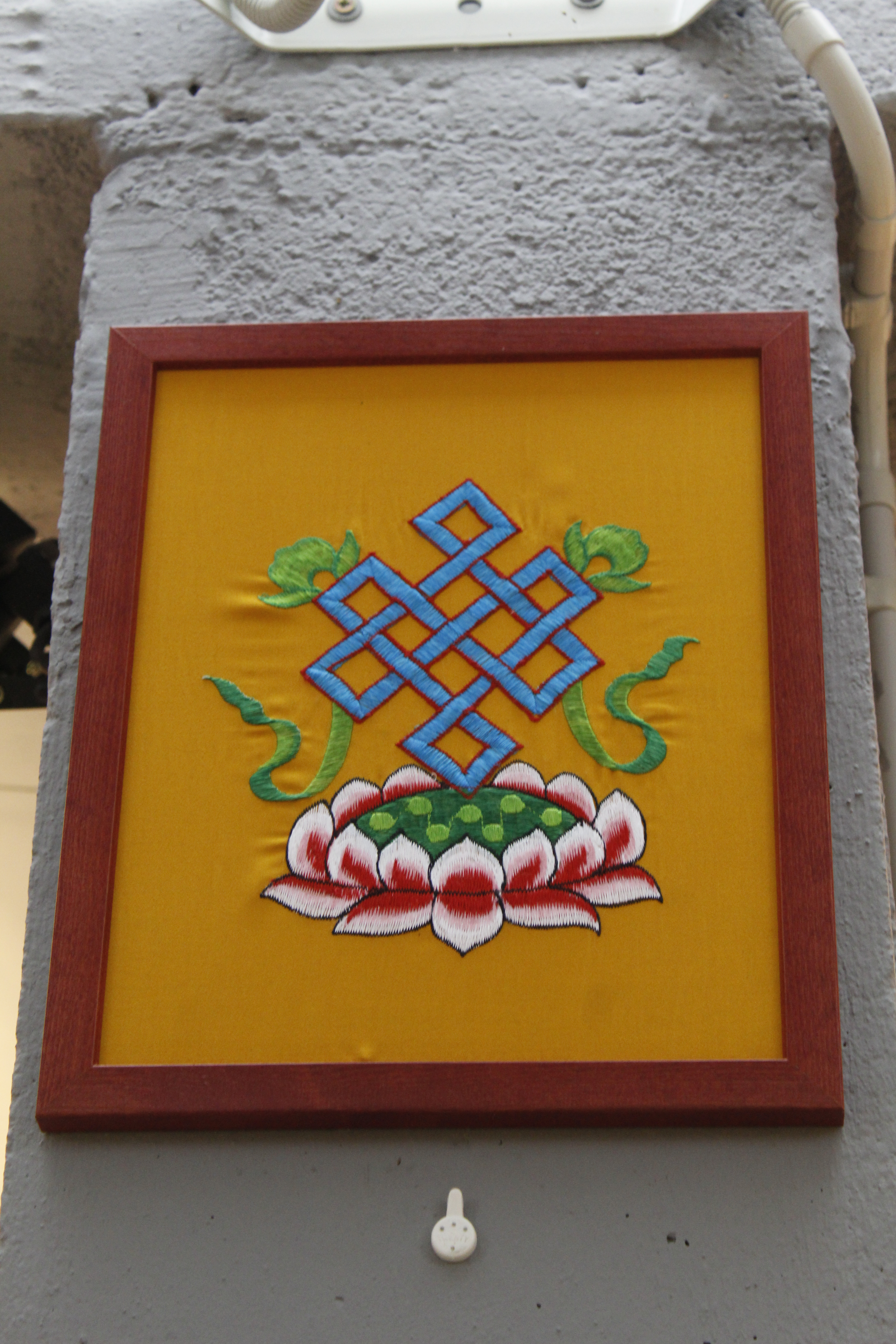